# Thimory
Thimory är en kommun i departementet Loiret i regionen Centre-Val de Loire strax norr Frankrikes mitt. Kommunen ligger i kantonen Lorris som tillhör arrondissementet Montargis. År 2022 hade Thimory 691 invånare.

## Befolkningsutveckling
Antalet invånare i kommunen Thimory
| Referens: INSEE |